# Yemen del Norte en los Juegos Olímpicos
Yemen del Norte estuvo representado por una delegación propia en los Juegos Olímpicos. Tras la reunificación yemení en 1990, los deportistas compitieron bajo la bandera de Yemen.
Participó en dos ediciones de los Juegos Olímpicos de Verano, su primera presencia tuvo lugar en Los Ángeles 1984. El país no obtuvo ninguna medalla en las ediciones de verano.
En los Juegos Olímpicos de Invierno Yemen del Norte no participó en ninguna edición.

## Medallero

### Por edición
Juegos Olímpicos de Verano
| Evento           | Oro | Plata | Bronce | Total |
| ---------------- | --- | ----- | ------ | ----- |
| Los Ángeles 1984 | 0   | 0     | 0      | 0     |
| Seúl 1988        | 0   | 0     | 0      | 0     |
| TOTAL            | 0   | 0     | 0      | 0     |